# Manticolepis
Genre
Taxons de rang inférieur
- †Manticolepis subrecta

Synonymes
- †Palmatolepis sous-genre Manticolepis Müller, 1956

Manticolepis est un genre éteint de conodontes ozarkodinides de la famille des Palmatolepidae.

## Description
Il s'agit d'un genre de conodontes multi-éléments.